# Pat Richards

a Compétitions nationales et continentales officielles uniquement.

b Matchs officiels uniquement.
Pat Richards, né le 27 février 1982 à Liverpool (Australie), est un joueur de rugby à XIII australo-irlandais évoluant au poste d'ailier ou d'arrière dans les années 2000 et 2010. 

## Carrière
Il a été sélectionné en sélection irlandaise avec laquelle il dispute la coupe du monde en 2008. En club, Pat Richards a débuté aux Parramatta Eels en National Rugby League en 2000 avant de rejoindre en 2004 les Wests Tigers, après six saisons en NRL, il rejoint la Super League et le club des Wigan Warriors.
Au cours de sa carrière, il a remporté la NRL en 2005 avec les West Tigers. En Super League, il termine meilleur scoreur du championnat en 2007 (28 points), 2008 (269 points) et 2009 (258 points).

## Palmarès

### Collectif
- Vainqueur de la National Rugby League : 2005 (Wests Tigers).
- Vainqueur de la Super League : 2010 (Wigan Warriors).

### Individuel
- Albert Goldthorpe Medal : 2010 (Wigan).
- Meilleur marqueur d'essais de la Super League : 2010 (Wigan)
- Meilleur scoreur de la Super League : 2007, 2008, 2009 et 2010 (Wigan Warriors).